# NGC 2445
NGC 2445 (također poznata pod imenima Arp 143, IRAS 07435+3908, MCG 7-16-17, PGC 21776 i UGC 4017) je prstenasta galaksija koja je od Zemlje udaljena oko 184 milijuna svjetlosnih godina i nalazi se u zviježđu Ris. Najveći promjer joj je 1,70 (91 000 sg), a najmanji 1,3 kutne minute (70 000 sg). Do prvog je otkrića galaksije došao Édouard Jean-Marie Stephan 18. siječnja 1877. godine.

## Vanjske poveznice
- SEDS: NGC 2445